# Tropidia quadrata
Tropidia quadrata är en tvåvingeart som först beskrevs av Thomas Say 1824.  Tropidia quadrata ingår i släktet eldblomflugor, och familjen blomflugor. Inga underarter finns listade i Catalogue of Life.